# Reclamo de tierras

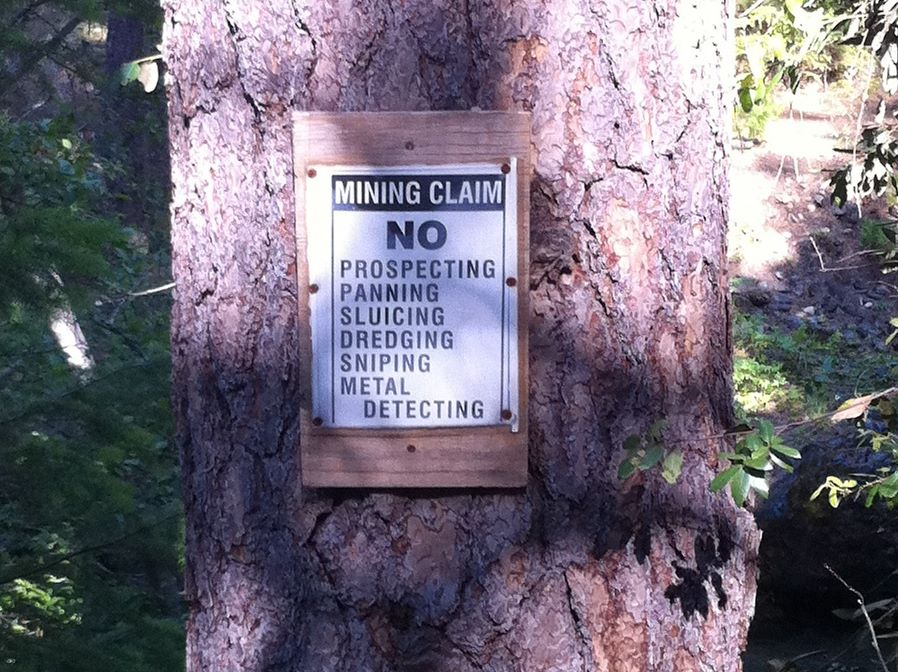
Reclamación en el río Yuba Sur.

Un reclamo de tierras o reivindicación de tierra es una declaración legal del control deseado sobre áreas de propiedad, incluyendo cuerpos de agua. Por lo general, la frase sólo se utiliza con respecto a los reclamos de tierras en disputa o no resueltos. Algunos tipos de reclamos de tierras incluyen reclamos de tierras aborígenes, reclamos de tierras antárticas y reclamos de tierras postcoloniales
Las reivindicaciones de tierras se utilizan a veces como término para referirse a territorios en disputa como el Sáhara Occidental o para referirse a las reivindicaciones de las personas desplazadas.
En los tiempos coloniales de los Estados Unidos, los hombres estadounidenses podían reclamar un pedazo de tierra para sí mismos y el reclamo tiene un nivel de mérito diferente según las condiciones de facto.
Hoy en día, sólo quedan pequeñas áreas de tierra no reclamada, sin embargo, grandes parcelas de tierra con poco valor económico (por ejemplo, en Alaska) pueden ser compradas a precios muy bajos. Además, en ciertas partes del mundo, la tierra todavía puede obtenerse haciendo un uso productivo de ella.

## Reclamación minera
Una reclamación minera es la reclamación del derecho a extraer minerales de un tramo de tierra pública. En los Estados Unidos, la práctica comenzó con la fiebre del oro de California de 1849. En ausencia de un gobierno efectivo, los mineros de cada nuevo campamento minero crearon sus propias reglas y optaron por adoptar esencialmente la ley minera mexicana entonces en vigor en California. La ley mexicana le dio el derecho de explotar al primero en descubrir el yacimiento y comenzar a explotarlo. El área que podía ser reclamada por una persona se limitaba a la que podía ser explotada por un solo individuo o un grupo pequeño.
El sistema estadounidense de reclamaciones mineras es una aplicación de la teoría legal de la apropiación previa, por la cual se otorga la propiedad pública al primero para que la utilice de manera beneficiosa. Otras aplicaciones de la teoría de la apropiación fueron la Ley de Asentamientos Rurales, que concedía tierras públicas a los agricultores, y los derechos de agua en el oeste
Los mineros de California extendieron el concepto de reclamos mineros a otros distritos mineros en todo el oeste de los Estados Unidos. El Congreso de los Estados Unidos legalizó la práctica en 1866 y la enmendó en la Ley de Minería de 1872. Todas las tierras de dominio público, es decir, las tierras federales cuyo uso no ha sido restringido por el gobierno a algún propósito específico, estaban sujetas a ser reclamadas. La ley de minería ha sido modificada en numerosas ocasiones, pero aún conserva algunas características similares a las establecidas por los 49ers de California.

### Presentación de una reclamación

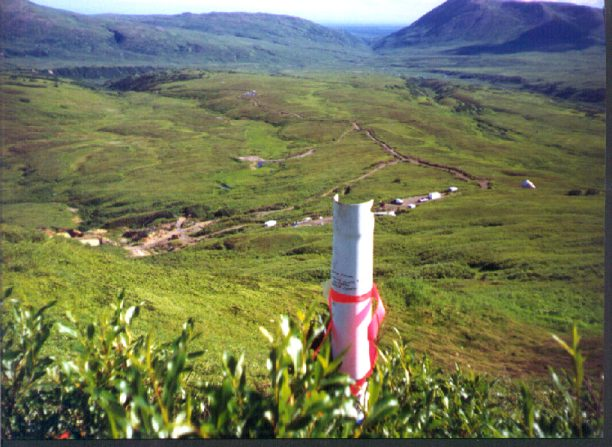
Puesto en la esquina de la mina Blue Ribbon en Alaska

La reivindicación implica, en primer lugar, el descubrimiento de un valioso mineral en cantidades que un "hombre prudente" (la Regla del Hombre Prudente) invertiría tiempo y dinero para recuperarlo. Luego, marcando los límites de la reclamación, típicamente con postes de madera o postes de acero tapados, que deben tener cuatro pies de altura, o postes de piedra, que deben tener tres pies de altura. Por último, la presentación de una reclamación tanto con la agencia de gestión de tierras (USFS o BLM), y el registrador del condado local.
Un reclamo minero siempre comienza como un reclamo no patentado. El propietario de una reclamación no patentada debe continuar con las actividades de explotación minera o exploración de una reclamación no patentada, o puede pagar una cuota a la agencia de administración de tierras antes de un tiempo determinado, o se considera abandonada y se convierte en nula. Las actividades relacionadas con las reivindicaciones no patentadas deben limitarse a las necesarias para la minería. Una reclamación patentada es aquella para la cual el gobierno ha emitido una patente (escritura). Para obtener una patente, el propietario de una reclamación minera debe demostrar al gobierno federal que la reclamación contiene minerales localizables que pueden ser extraídos con fines de lucro. Una reivindicación patentada puede ser utilizada para cualquier propósito deseado por el propietario, al igual que cualquier otro bien inmueble.
- Datos: Q3937904
- Multimedia: Claims / Q3937904